# Ewald Lienen
Ewald Lienen (* 28. November 1953 in Liemke) ist ein ehemaliger deutscher Fußballspieler und -trainer. Von Dezember 2014 bis Juni 2022 war er beim FC St. Pauli angestellt, zunächst als Cheftrainer, von Mitte Mai 2017 bis Ende 2020 als Technischer Direktor und danach als Marken- und Wertebotschafter. Am 30. Juni 2022, nach siebeneinhalb Jahren, endete die Zusammenarbeit in beiderseitigem Einvernehmen.
Lienen ist verheiratet, aus der Ehe sind zwei Kinder hervorgegangen.

## Spieler
Nach dem Abitur an der Hans-Ehrenberg-Schule in Bielefeld-Sennestadt spielte Lienen, ein Großneffe des ehemaligen deutschen Fußballnationalspielers Herbert Burdenski, von 1974 bis 1992 als Stürmer in der 1. und 2. Fußball-Bundesliga. Von 1974 bis 1977 gehörte er zum Zweitligakader von Arminia Bielefeld, mit dem er 1977 in der Relegation zur 1. Bundesliga scheiterte. Im Anschluss stand er bis 1981 im Erstliga-Kader von Borussia Mönchengladbach, mit dem er die größten Erfolge seiner aktiven Karriere erreichte: 1978 wurde er mit der Borussia Vizemeister, im folgenden Jahr UEFA-Pokalsieger. 1980 erreichte Lienen mit der Borussia erneut das Finale des UEFA-Pokals, das gegen Eintracht Frankfurt verloren wurde.
Von 1981 bis 1983 spielte Lienen erneut für Bielefeld, ehe er 1983 nach Mönchengladbach zurückkehrte, wo er bis 1987 blieb. 1984 stand Lienen mit Gladbach im DFB-Pokal-Finale, in dem sich der FC Bayern München im Elfmeterschießen durchsetzte. Lienen gründete 1987 zusammen mit Kollegen die Gewerkschaft Vereinigung der Vertragsfußballspieler e. V. (VdV). Im selben Jahr schloss er sich dem Deutschen Amateurmeister und Nordrhein-Oberligisten MSV Duisburg an, mit dem er 1989 wieder in die zweite Bundesliga und 1991 in die erste Bundesliga aufstieg. Im Sommer 1992 beendete Lienen seine aktive Karriere.
Er bestritt 333 Spiele in der 1. Bundesliga, in denen er 49 Tore erzielte. In der 2. Bundesliga kam er 171-mal zum Einsatz (27 Treffer).
Am 14. August 1981 erlitt Lienen eine schwere Verletzung, als Norbert Siegmann von Werder Bremen ihm mit den Stollen den Oberschenkel aufschlitzte und eine 25 cm lange, tiefe Risswunde zufügte. Lienen rannte mit der klaffenden Wunde an den Spielfeldrand zum damaligen Trainer von Werder Bremen, Otto Rehhagel, den er für das Foul verantwortlich machte, indem er behauptete, Rehhagel habe Siegmann zu dem Foulspiel angestiftet. Die Wunde wurde mit 23 Stichen genäht; nach 17 Tagen begann Lienen wieder mit dem Training. In einem Interview im Jahre 2012 relativierte Lienen jene Situation, indem er sagte, dass die Verletzung zwar schlimm ausgesehen habe, aber im Grunde vollkommen harmlos gewesen sei. Rehhagel habe er lediglich im Affekt angegangen.

## Erfolge als Spieler
- Deutscher Vizemeister mit Borussia Mönchengladbach 1978
- UEFA-Pokal: Sieger 1979, Finalist 1980 – jeweils mit Borussia Mönchengladbach
- DFB-Pokal: Finalist 1984 mit Borussia Mönchengladbach

## Trainer
1989 schloss Lienen die Ausbildung zum Fußballlehrer mit der Bestnote ab und trainierte die Amateure des MSV Duisburg, während er weiterhin in der ersten Mannschaft zum Einsatz kam. Am 24. März 1993 übernahm er den Trainerposten bei der ersten Mannschaft des MSV, den er bis zum 1. November 1994 innehatte. Zwischen 1995 und 1997 arbeitete er in Spanien als Co-Trainer unter Jupp Heynckes beim damaligen Erstligisten CD Teneriffa. Im Sommer 1997 wurde er dann Trainer bei Hansa Rostock. Mit Rostock verpasste er die Qualifikation für den UEFA-Cup um lediglich einen Punkt; am 1. März 1999 wurde er durch Andreas Zachhuber ersetzt. Zum Saisonbeginn 1999/2000 wurde er Trainer beim Zweitligisten 1. FC Köln, den er zurück in die 1. Bundesliga führte. Am 28. Januar 2002 wurde er in Köln entlassen. Im Sommer 2002 wurde er Trainer beim spanischen Zweitligisten CD Teneriffa, von dem er am 20. Januar 2003 entlassen wurde. Vom 2. März bis zum 21. September trainierte er Borussia Mönchengladbach. Vom 9. März 2004 bis zum 9. November 2005 war er Trainer bei Hannover 96.
2006 ging Lienen in die griechische Super League und trainierte dort den Verein Panionios Athen, mit dem er 2007 in den UEFA-Cup einzog. Im Dezember wurde er in Griechenland als Trainer des Jahres 2007 ausgezeichnet. Als Reaktion auf die Entlassung seines Co-Trainers und Schwiegersohnes Abder Ramdane löste er am 13. November 2008 seinen Vertrag vorzeitig auf.

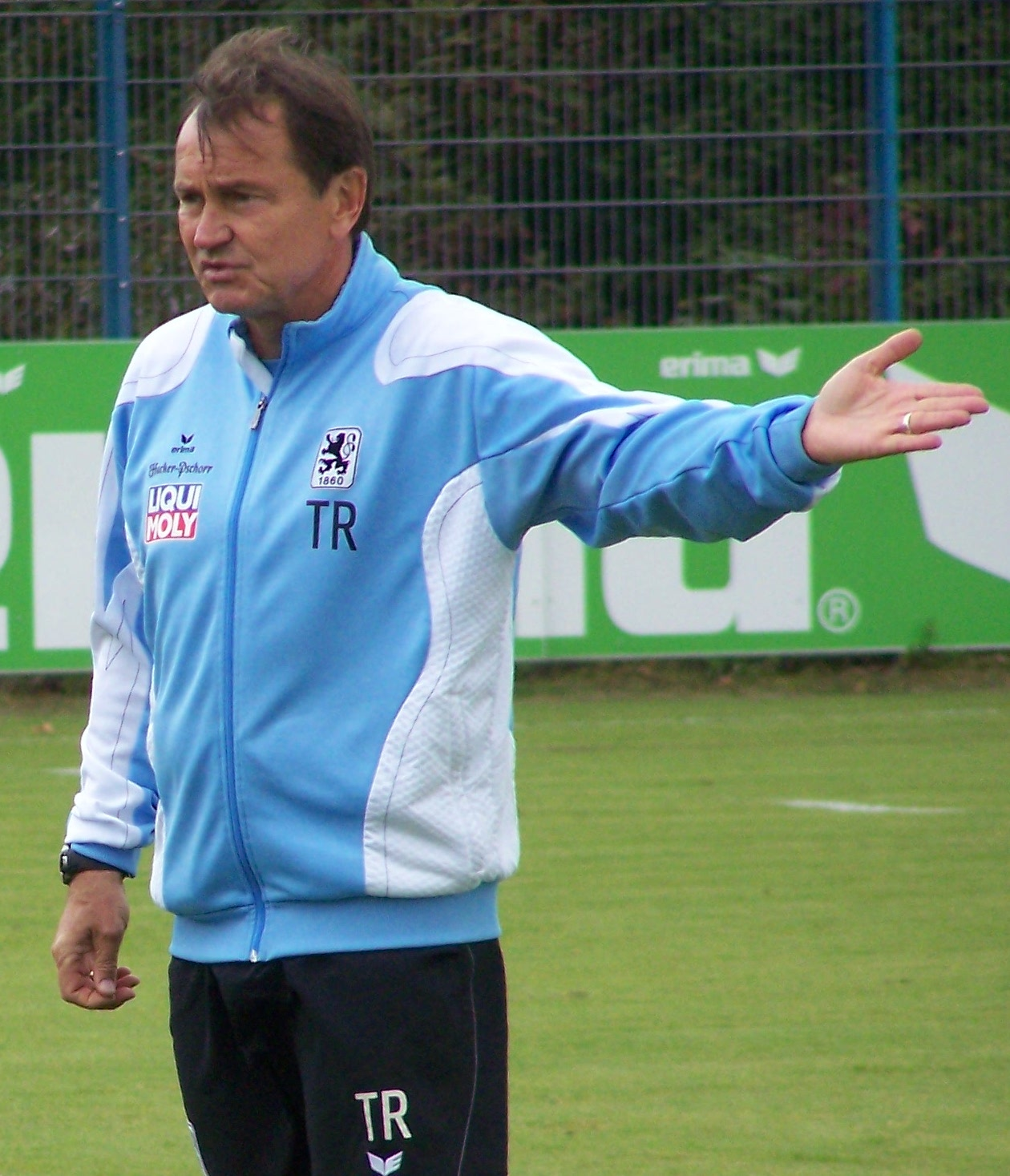
Ewald Lienen als Trainer von 1860 München, 2009

Am 13. Mai 2009 übernahm er den Trainerposten beim Zweitligisten TSV 1860 München. In den beiden noch ausstehenden Spielen der Saison 2008/09 holte er mit der Mannschaft zwar nur einen Punkt, dieser reichte dem TSV 1860 jedoch zum Klassenerhalt. In der folgenden Spielzeit landete die Mannschaft nach einem schwachen Start am Ende auf dem achten Tabellenplatz. Der zum 150. Gründungsjubiläum des TSV 1860 angestrebte Wiederaufstieg in die Bundesliga wurde damit verpasst. Am 17. Juni 2010 wurde der bis 2011 laufende Vertrag vorzeitig aufgelöst, damit Lienen ein Angebot des griechischen Erstligisten Olympiakos Piräus annehmen konnte. Nach dem Ausscheiden in der Qualifikation zur UEFA Europa League 2010/11 gegen Maccabi Tel Aviv wurde er nach zwei Monaten entlassen.
Am 7. November 2010 wurde er Trainer bei Arminia Bielefeld als Nachfolger von Christian Ziege. Zur Saison 2011/2012 wurde er nach dem Abstieg der Arminia in die 3. Liga durch den ehemaligen Fußballprofi Markus von Ahlen ersetzt.
Anfang Oktober 2012 wurde Lienen Trainer und sportlicher Leiter von AEK Athen. Am 9. April 2013 wurde er von seinen Aufgaben entbunden, nachdem der Verein durch zuletzt vier Niederlagen in Folge erneut in akute Abstiegsgefahr geraten war. Lienen bezeichnete seine Entlassung in der Presse als „absurdes Theater“, da die finanzielle Situation beim Athener Klub keinen geregelten sportlichen Betrieb zulasse. Sowohl die Spieler als auch er hätten nicht gewusst, ob der Verein in der Lage sei, die Gehälter zu zahlen oder zumindest die Lebenskosten der Spieler zu decken. Sein Nachfolger wurde Traianos Dellas, der zuletzt als Spieler für den Verein aktiv und zuvor noch nie als Trainer tätig gewesen war.
Anfang November 2013 wurde Lienen der erste deutsche Trainer eines rumänischen Profiklubs; er ging zum Erstligisten Oțelul Galați. Er gab diese Position jedoch wegen Meinungsverschiedenheiten mit dem Vereinseigner im Juni 2014 wieder auf.
Am 16. Dezember 2014 übernahm Lienen, bereits als Berater des Zweitligisten FC St. Pauli tätig, die auf dem letzten Tabellenplatz stehende Mannschaft und führte sie zu Saisonende auf einen Nichtabstiegsplatz. Sein Vertrag war bis 30. Juni 2018 gültig. Am 24. Mai 2017 wurde Ewald Lienen Technischer Direktor des Vereins. Sein Nachfolger wurde Lienens bisheriger Co-Trainer Olaf Janßen.

## Experte im Fernsehen
Seit der Saison 2017/2018 gehört Ewald Lienen zum Expertenteam des Pay-TV-Senders Sky.

## Podcast
Seit April 2019 ist Ewald Lienen Teil des Fußball-Podcasts Der Sechzehner. In diesem bespricht er zusammen mit DAZN-Kommentator Michael Born und wechselnden Gästen wöchentlich die Geschehnisse im Profi-Fußball.

## Politik
Lienen brachte sich in den 1980er Jahren in die Initiative „Sportler gegen Atomraketen – Sportler für den Frieden“ ein, deren Mönchengladbacher Gruppe er im Sommer 1983 mitgründete. Er kandidierte als parteiloser Kandidat bei den Landtagswahlen 1985 in Nordrhein-Westfalen erfolglos auf Listenplatz sechs für das DKP-nahe Wahlbündnis Friedensliste.

## Trivia und soziales Engagement
- Sein akribisches Notieren von Beobachtungen auf Notizblöcke während laufender Spiele brachte dem Fußballtrainer Lienen den Spitznamen „Zettel-Ewald“ ein.[19]
- Den Aufstieg in die 1. Bundesliga mit dem 1. FC Köln im Jahr 2000 besang die Kölner Gruppe Wise Guys in der Single „Die Heldensage vom heiligen Ewald“.[20]
- Im Frühjahr 2011 engagierte Lienen seine Frau Rosi als Mentalcoach für sein vom Abstieg bedrohtes Team von Arminia Bielefeld. Die Diplom-Sozialpädagogin half unentgeltlich, Motivations-Profile für Spieler und Mitarbeiter zu erstellen.[21] Letztlich ohne Erfolg.
- Nach dem abgewendeten Bundesliga-Abstieg mit dem FC St. Pauli widmete die Hamburger Band Fettes Brot im Mai 2015 dem „Retter“ Ewald Lienen einen eigenen Song.[22] Im Songtext heißt es u. a.: „Die anderen sind Erster – und besser als wir. Aber deine seltsame Art ist mir irgendwie lieber. (…) Ewald Lienen, es reicht, wenn wir auf Platz 15 stehen.“[23]
- Im Juli 2017 wurde Lienen vom Magazin 11 Freunde als bester „Typ der Saison“ 2016/17 ausgezeichnet.[24]
- Im November 2017 ermutigte Lienen homosexuelle Fußballer zum Coming-out. Die Aussagen (u. a. „Ein schwuler Spieler wäre bei uns der Star“) des damaligen Technischen Direktors vom FC St. Pauli wurden von den Medien aufgegriffen.[25][26]
- Seit 2017 trainiert Lienen regelmäßig die Hamburger Ärztemannschaft Placebo Kickers Hamburg, um sie jeweils auf das traditionelle Hamburger Benefizspiel Kicken mit Herz vorzubereiten.[27]
- 2023 erschien die Dokumentation „Ewald Lienen – Eine griechische Tragödie“ und porträtiert ihn ausgehend von seiner Trainerstation bei AEK Athen.[28]
- Lienen ist „Klimabotschafter des Kreises Lippe“ und engagiert sich für Umweltschutz und Artenvielfalt.[29]

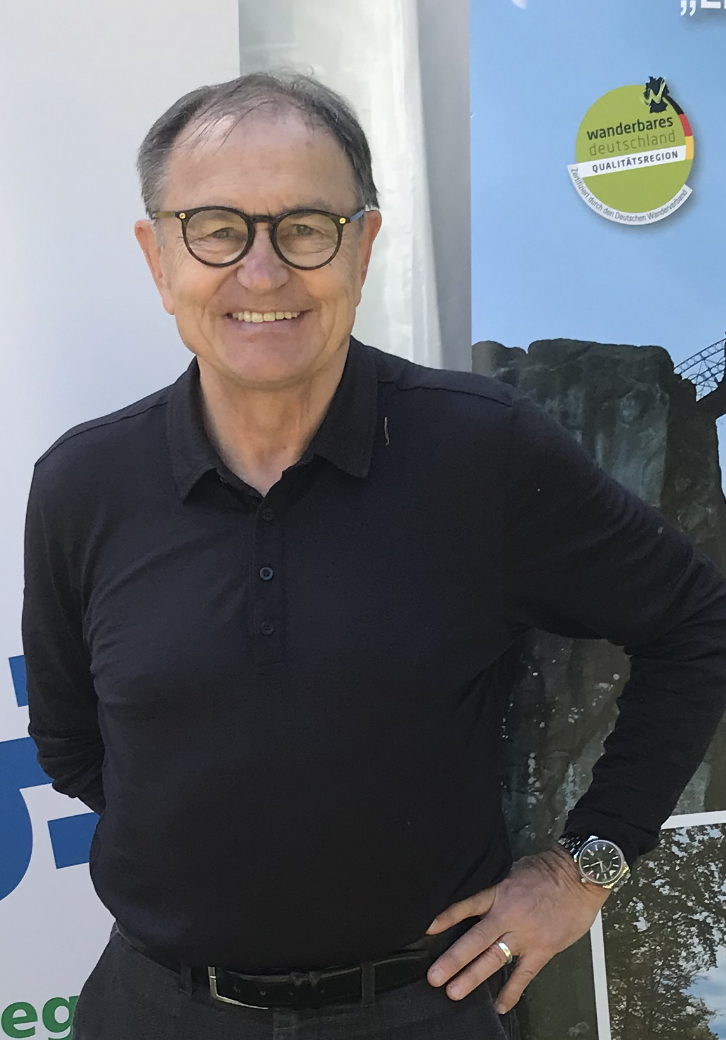
Ewald Lienen als Klimabotschafter am Tag des Wanderns 14.05.2025 in Stapelage-Hörste

## Autobiografie
- Ich war schon immer ein Rebell. Mein Leben mit dem Fußball. Piper, München 2019, ISBN 978-3-492-05947-3.